# علی‌آباد (بخش مرکزی نیشابور)
علی‌آباد، روستایی از توابع بخش مرکزی شهرستان نیشابور در استان خراسان رضوی ایران است. این روستا در زمان قاجار جزو خالصه جات (املاک دولتی) بود. پس از درگذشت ملامحمدکاظم آخوند خراسانی مرجع بزرگ تقلید شیعه به پاس زحمات او در استقرار مشروطیت، به موجب فرمانی از جانب احمدشاه به تاریخ ۱۹ جمادی الثانی ۱۳۳۰ (اردیبهشت ۱۲۹۱) پنج سهم از دوازده سهم روستای علی آباد و مالکیت کامل روستای فخرآباد به فرزندان وی واگذار شد. عایدی سالیانه این املاک در آن زمان مجموعا هزار تومان بود  خانواده کفائی در مشهد فرزندان آخوند خراسانی بودند. 

## جمعیت
این روستا در دهستان بینالود قرار دارد و براساس سرشماری مرکز آمار ایران در سال ۱۳۹۰، جمعیت آن ۶۷ نفر (۲۲ خانوار) بوده‌است.